# Падлопинг

Остров Падлопинг (на английски: Padloping Island) е 84-тият по големина остров в Канадския арктичен архипелаг. Площта му е 150 км2, която му отрежда 129-о място сред островите на Канада. Административно принадлежи към канадската територия Нунавут. Необитаем.
Островът се намира край източното крайбрежие на Бафинова земя, на север от бреговете на п-ов Камбърленд, в залива Мърчантс. На 8 км на изток от него се намира по-малкия остров Дърбан.
Бреговата линия с дължина 89 км е слабо разчленена. Островът има удължена форма от север на юг с дължина 22 км, а ширината му варира от 1 до 2 км.
Целият остров е с планински, труднодостъпен релеф, с остри хребети, достигащи височина до 814 м. Бреговете, с много малки изключения са стръмни, в повечето случаи отвесни. Има малки ледници.
В миналото на острова е имало ексимоско селище, което през Втората световна война е изселено и на негово място е създадена американска военновъздушна база, която функционира до края на войната. След това остава да действа само метео и радиостанция, която през 1951 г. е предадена за стопанисване на Канада. През 1956 г. станцията е закрита, но останките от нея се намират на острова и канадското правителство предприема мерки за рекултивиране на района.
Островът е открит вероятно от английския морски офицер Едуард Огъстъс Инглфилд през есента на 1852 г., когато същия картира голяма част от източните брегове на Бафинова земя.
|  | Тази страница частично или изцяло представлява превод на страницата Padloping Island в Уикипедия на английски. Оригиналният текст, както и този превод, са защитени от Лиценза „Криейтив Комънс – Признание – Споделяне на споделеното“, а за съдържание, създадено преди юни 2009 година – от Лиценза за свободна документация на ГНУ. Прегледайте историята на редакциите на оригиналната страница, както и на преводната страница, за да видите списъка на съавторите. ВАЖНО: Този шаблон се отнася единствено до авторските права върху съдържанието на статията. Добавянето му не отменя изискването да се посочват конкретни източници на твърденията, които да бъдат благонадеждни. |